# ماري ويلسون (ممثلة)
ماري ويلسون (بالإنجليزية: Mary Louise Wilson)‏ هي ممثلة أمريكية، ولدت في 12 نوفمبر 1931 في الولايات المتحدة.

## وصلات خارجية
- ماري ويلسون على موقع IMDb (الإنجليزية)
- ماري ويلسون على موقع ميوزك برينز (الإنجليزية)
- ماري ويلسون على موقع قاعدة بيانات برودواي على الإنترنت (الإنجليزية)
- ماري ويلسون على موقع ديسكوغز (الإنجليزية)
- ماري ويلسون على موقع قاعدة بيانات الفيلم (الإنجليزية)